# Glenwood City
Glenwood City és una població dels Estats Units a l'estat de Wisconsin. Segons el cens del 2000 tenia 1.183 habitants.

## Demografia
Segons el cens del 2000, Glenwood City tenia 1.183 habitants, 460 habitatges, i 305 famílies. La densitat de població era de 184,2 habitants per km².
Dels 460 habitatges en un 36,3% hi vivien nens de menys de 18 anys, en un 48,9% hi vivien parelles casades, en un 12% dones solteres, i en un 33,5% no eren unitats familiars. En el 29,3% dels habitatges hi vivien persones soles el 17,6% de les quals corresponia a persones de 65 anys o més que vivien soles. El nombre mitjà de persones vivint en cada habitatge era de 2,48 i el nombre mitjà de persones que vivien en cada família era de 3,08.
Per edats la població es repartia de la següent manera: un 28,6% tenia menys de 18 anys, un 8,5% entre 18 i 24, un 26,6% entre 25 i 44, un 17,8% de 45 a 60 i un 18,5% 65 anys o més.
L'edat mediana era de 36 anys. Per cada 100 dones de 18 o més anys hi havia 82,9 homes.
La renda mediana per habitatge era de 36.964 $ i la renda mediana per família de 45.417 $. Els homes tenien una renda mediana de 32.875 $ mentre que les dones 25.833 $. La renda per capita de la població era de 17.424 $. Aproximadament el 6,1% de les famílies i el 9,1% de la població estaven per davall del llindar de pobresa.

## Poblacions més properes
El següent diagrama mostra les poblacions més properes.